# Macellicephala violacea
Macellicephala violacea  (лат.) — вид морских многощетинковых червей семейства Polynoidae из отряда Phyllodocida. 

## Распространение
Моря Северного полушария: Баффинов залив, Гренландское море, Норвежское море, Баренцево море, Карское море, море Лаптевых, Алеутская впадина, Охотское море, Курило-Камчатская впадина, окрестности Шпицбергена. Macellicephala violacea встречается в очень большом диапазоне глубин: от 40 до 8400 м.

## Описание
Длина тела до 76 мм (обычно — до 40) при ширине с параподиями — до 22 (чаще до 15 мм). Тело короткое и широкое, состоит из 18 сегментов. Пальпы гладкие, удлинённые. Спину прикрывает 9 пар элитр, они плотные, кожистые; микроскульптура развита; параподии вытянутые; неврохеты прозрачные, плоские и длинные. Многочисленные нотохеты зазубренные по всей длине. На простомиуме одна пара антенн и глаза на омматофорах. Перистомальные усики с циррофорами. Простомиум разделён медиальным желобком на две части. Параподии двуветвистые. Все щетинки (сеты) простые.
.